# Comuna Bratca, Bihor
Bratca (în maghiară: Barátka, în germană Kreuz) este o comună în județul Bihor, Crișana, România, formată din satele Beznea, Bratca (reședința), Damiș, Lorău, Ponoară și Valea Crișului.

## Demografie
Componența etnică a comunei Bratca
     Români (91,66%)
     Romi (4,37%)
     Alte etnii (0,15%)
     Necunoscută (3,82%)
Componența confesională a comunei Bratca
     Ortodocși (74,81%)
     Penticostali (15,81%)
     Baptiști (3,1%)
     Greco-catolici (1,23%)
     Alte religii (0,88%)
     Necunoscută (4,17%)
Conform recensământului efectuat în 2021, populația comunei Bratca se ridică la 4.554 de locuitori, în scădere față de recensământul anterior din 2011, când fuseseră înregistrați 5.158 de locuitori. Majoritatea locuitorilor sunt români (91,66%), cu o minoritate de romi (4,37%), iar pentru 3,82% nu se cunoaște apartenența etnică. Din punct de vedere confesional, majoritatea locuitorilor sunt ortodocși (74,81%), cu minorități de penticostali (15,81%), baptiști (3,1%) și greco-catolici (1,23%), iar pentru 4,17% nu se cunoaște apartenența confesională.

## Politică și administrație
Comuna Bratca este administrată de un primar și un consiliu local compus din 13 consilieri. Primarul, Nelu-Dan Precup[*], de la Partidul Social Democrat, este în funcție din 1 noiembrie 2024. Începând cu alegerile locale din 2024, consiliul local are următoarea componență pe partide politice:
|  | Partid                          | Consilieri | Componența Consiliului | Componența Consiliului | Componența Consiliului | Componența Consiliului | Componența Consiliului | Componența Consiliului |
|  | ------------------------------- | ---------- | ---------------------- | ---------------------- | ---------------------- | ---------------------- | ---------------------- | ---------------------- |
|  | Partidul Național Liberal       | 6          |                        |                        |                        |                        |                        |                        |
|  | Partidul Social Democrat        | 6          |                        |                        |                        |                        |                        |                        |
|  | Alianța pentru Unirea Românilor | 1          |                        |                        |                        |                        |                        |                        |

## Atracții turistice
- Biserica de lemn „Sfinții Arhangheli Mihail și Gavriil” din satul Beznea, construcție 1723, monument istoric
- Biserica de lemn „Sfinții Arhangheli Mihail și Gavriil” din satul Valea Crișului, construcție secolul al XVIII-lea, monument istoric
- Rezervația naturală paleontologică „Calcarele cu hippuriți din Valea Crișului” (0,40 ha)
- Defileul Crișului Repede - Pădurea Craiului (sit de importanță comunitară inclus în rețeaua europeană Natura 2000 în România)
- Muntele Șes (sit SCI)

## Personalități născute aici
- Cornel Lupău (1957 – 2014), fotbalist;
- Viorel Domocoș (n. 1975), fotbalist.